# Восстание в Златоусте
Восстание в Златоусте — Восстание башкирских частей, Местных уральских казаков, воинского ополчения марийцев и Чехословацкого корпуса в Златоустовском уезде, получившее название Златоустовской катастрофы.

## Причины восстания
Мятеж чехословацких частей был вызван недовольством разных социальных групп внутренней и внешней политикой большевиков. Советская власть в Сибири опиралась лишь на тонкую цепочку станций-городов, проявляясь лишь в деревне виде красногвардейцев, и далеко не пролетарских отрядов, забирающих хлеб и взыискивающие контрибуции с местных советов.

## Ход событий
Из всех национальных правительств антибольшевистского лагеря самые крупные вооруженные формирования удалось создать правительству Башкирии. Мобилизация в национальные части началась с фармана № 217 Башкирского правительства от 13 июня 1917 г. Первоначально они подчинялись командованию Сибирской армии. ВСП снабжало башкирские части всем необходимым военным снаряжением. Между КОМУЧем и ВСП шла борьба за влияние на Башкирское войско. 7 сентября 1918 г. по согласованию с Самарой был создан Отдельный Башкирский корпус. Его командование было переподчинено Народной Армии. На момент образования его численность составляла примерно 4 тысячи солдат и офицеров. Кроме того, в июле-августе 1918 г. Башкирский Военный Совет (БВС) скомплектовал иррегулярные кантонные добровольческие команды (всего около 3 ты- сяч бойцов) для борьбы с блюхеровцами. В командном составе Башкирского войска доминировали башкирские офицеры, служившие ранее в царской армии. Среди них были генерал-майор Х. Ишбулатов (командир Башкирского корпуса), подполковник Ш. Акчулпанов (начальник 1-й пехотной Башкирской дивизии). В башкирских частях служили также офицеры русской и татарской национальности. Большое значение в поражении большевистских войск в начальный период гражданской войны на территории нашего края сыграло повстанче- ское движение. Хотя повстанцы были плохо вооружены, их выступления нередко отмечались успехами, так как они носили массовый характер. Особенно мощные повстанческие выступления имели место в июне 1918 г. в Златоустовском уезде. Согласно оперативной сводке Уральского окружного военного комиссариата от 18 июня только в Месягутовской волости было до 5000 мятежников. Первые выступления в этой волости начались вскоре после объявления мобилизации в Красную армию. Переломный момент наступил с началом восстания на Саткинском заводе 18 июня 1918 года В ночь с 26 на 27 июня красные войска под давлением повстанцев и чехословаков оставили Златоуст.